# Berta Barbet Porta
Berta Barbet Porta és una politòloga catalana. És llicenciada en Ciències Polítiques i de l'Administració per la Universitat Pompeu Fabra, ha obtingut un màster en Comunicació i Estratègia Política a la Universitat Autònoma de Barcelona i un altre en Comportament Polític a la Universitat d'Essex. És, a més, doctora en Ciències Polítiques per la Universitat de Leicester i actualment treballa d'investigadora postdoctoral al Departament de Ciència Política i Dret Públic de la Universitat Autònoma de Barcelona. Col·labora de forma habitual amb diferents mitjans i consultories i és editora del blog d'anàlisi política i social politikon.es.